# (1292) Luce
(1292) Luce – planetoida z pasa głównego asteroid okrążająca Słońce w ciągu 4 lat i 20 dni w średniej odległości 2,54 au. Została odkryta 17 września 1933 roku w Observatoire Royal de Belgique w Uccle przez Fernanda Rigaux. Nazwa planetoidy pochodzi od imienia żony odkrywcy. Przed nadaniem nazwy planetoida nosiła oznaczenie tymczasowe (1292) 1933 SH.